# Louis-Philippe Loncke

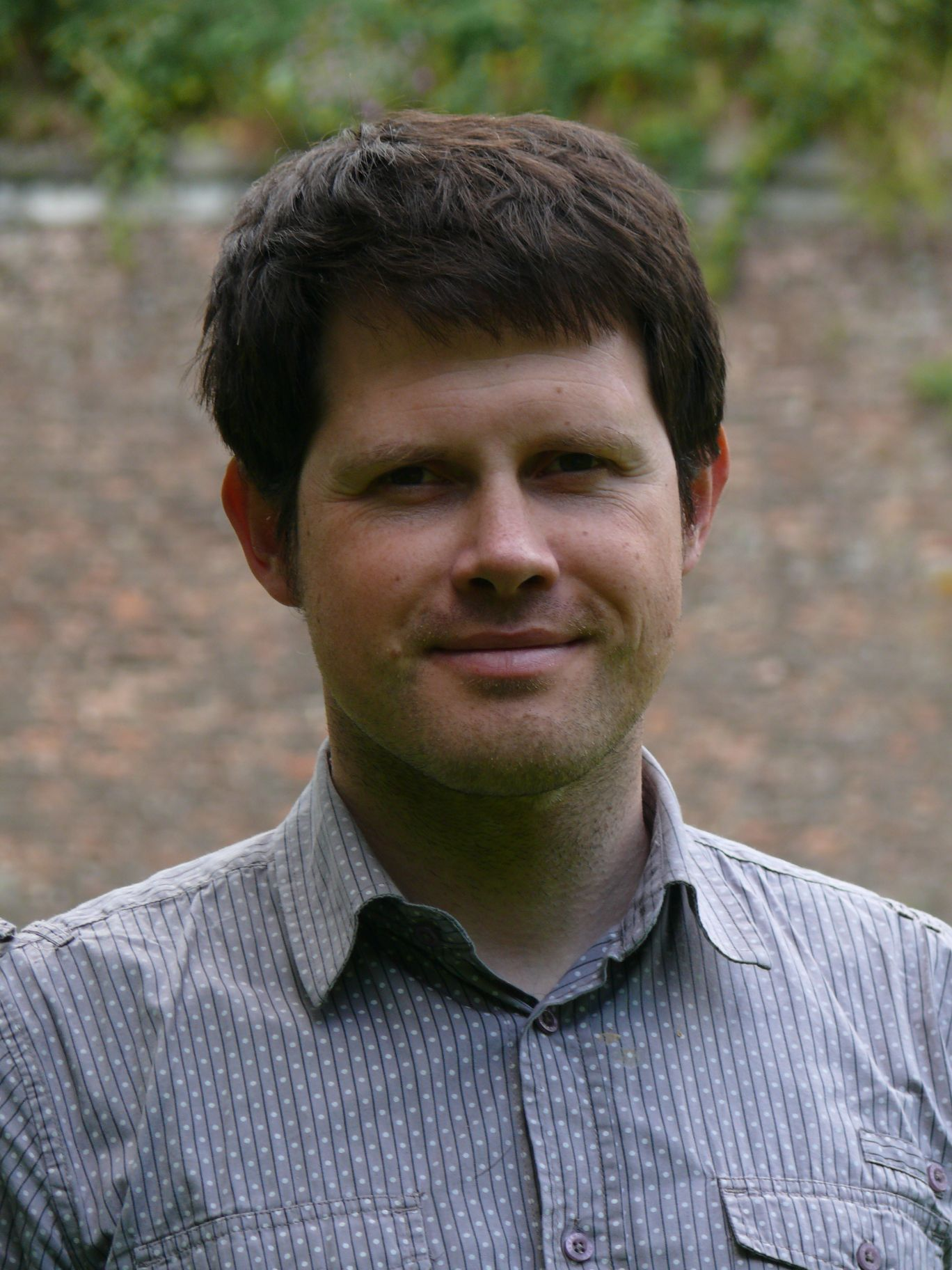
Louis-Philippe Loncke (2012)

Louis-Philippe Loncke (* 3. März 1977), ist ein belgischer Entdeckungsreisender, Abenteurer und Motivationstrainer. Im Jahr 2008 bewältigte er die weltweit erste zu Fuß erfolgte Durchquerung der Simpsonwüste. Er durchlief die Wüste der Länge nach von Norden nach Süden durch ihr geographisches Zentrum. Im Jahr 2018 durchquerte er Tasmanien, während des australischen Winters ohne Vorräte und erhielt von einigen Australiern den Spitznamen „Mad Belgian“.

## Frühes Leben und Ausbildung
Loncke wurde in Mouscron, Belgien, in einer Familie von Möbelherstellern geboren. Er studierte an der ECAM in Brüssel Maschinenbau, erhielt einen Master in Industriemanagement an der Katholieke Universiteit Leuven und studierte außerdem Treasury-Management an der Universität Antwerpen Management School.

## Karriere

### Unternehmungsberater
Loncke begann seine Laufbahn als Logistik-Manager. Seit 1999 hat er in über 10 Unternehmen an verschiedenen Stellen Erfahrung gesammelt. Als Unternehmensberater arbeitete er seit 2007 überwiegend in der IT-Branche. Die Fähigkeiten, die er sich in der anspruchsvollen Corporate-Welt angeeignet hat, erlauben ihm, seine Expeditionen effizient zu planen. Er erlernte eigenständig Fotografie, SEO, Marketing und Kommunikation. Seit 2006 ist er bei der NGO Art in All of Us Freiwilliger und wurde 2010 zum Mitglied des Aufsichtsrates gewählt.

### Abenteurer und Entdecker
Loncke begann im Jahr 2000, alleine zu reisen. 2002 wurde er im Rahmen seiner Arbeit nach Singapur geschickt, wo er das Tauchen lernte. Um diese wachsende Leidenschaft zu befriedigen, reiste er zwischen 2004 und 2005 für ein Jahr nach Ozeanien. Dort begann er auch zu wandern und hörte Geschichten von Abenteurern und Entdeckern, die sein Interesse erweckten, das durch den Film Alone across Australia weiter wuchs. Zurück in Belgien, traf er den Autor und Abenteurer Sylvain Tesson, der ihn dazu ermutigte, seiner Leidenschaft nachzugehen. 2006 kehrte er nach Australien zurück, um seine ersten drei Expeditionen zu starten.
Seine erste einsame Durchquerung der Tasmanische Wildnis verschaffte ihm Anerkennung unter den australischen Entdeckern und gleichzeitig Sponsoren. Nach einem Jahr in Australien ging er zurück nach Belgien, wo er seine nächsten Expeditionen plante. Die erste sollte die Durchreise der Simpsonwüste der Länge nach sein.
Er organisierte Benefiz-Expeditionen mit Medienresonanz, einschließlich der höchsten Schokoladen-Verkostung der Welt auf dem Mount Everest. Im Juli 2010 zog er von Norden nach Süden durch Island zwischen seinen extremsten Breitengraden. Er parodierte einen isländischen Werbespot, der in Island im Internet viral verbreitet wurde. Louis-Philippe Loncke kündigte an, eines Winters nach Island zurückzukehren, um die Reise unter schwierigeren Wetterbedingungen zu wiederholen. Seine beiden Expeditionen, die Durchquerungen Islands und der Simsonwüste, waren an einer wissenschaftlichen Forschung der Maison des Sciences de l’Homme (MSH) in Paris beteiligt, unter dem Thema Stress and decision taking in extreme environment.

## Expeditionen

### Weltneuheiten
- 2006 – Durchquerung des West-MacDonnell-Nationalparks[8]
- 2006 – Durchreise ohne Unterstützung des damaligen Fraser Island
- 2007 – Durchquerung der Tasmanische Wildnis
- 2008 – Überquerung der Simpsonwüste von Norden nach Süden durch die Mitte[9][10]
- 2010 – Durchreise von Island im Sommer ohne Unterstützung[11][12]
- 2011 – BelgiKayak Expedition; eine Tour bei Kajak über die belgischen Wasserstraßen[13][14]
- 2012 – Unmotorisierte Durchquerung Polens zu Fuß vom Berg Rysy durch die Tatra, und dann bei Kajak auf der Weichsel bis zur Ostsee.[15][16][17] Er berichtete über seine Expedition auf dem TEDxWarsaw-Event im Jahr 2013.[18]
- 2013 – TitiKayak-Expedition mit Gadiel Sánchez Rivera. Vollständige Umrundung des Titicacasees mit dem Kajak. Erstellung der ersten fotografischen Bestandsaufnahme des Sees mit Geotags: GPS-Koordinaten des Grenzpunkts zwischen Wasser und Grund sowie Fotos des Hintergrunds. Außerdem machten sie Unterwasseraufnahmen an der nordbolivianischen Küste, um den Lebensraum des Riesenfrosches Telmatobius culeus zu lokalisieren. Bei TEDxFlanders berichtete er über den Zweck der Expedition.[19][20][21][22]
- 2015 – Freitragende Durchquerung des Death-Valley-Nationalparks von Norden nach Süden[23].
- 2016 – Salar-Trek 2. Freitragende Durchquerung des Salar de Coipasa und des Salar de Uyuni zu Fuß. Diese beiden Salzebenen befinden sich im bolivianischen Altiplano und sind die Überreste des Tauca-Sees.[24][25][26]
- 2018 – Tasmanien Winter Trek. Nord-Süd-Durchquerung von Tasmanien während des australischen Winters, ohne Lebensmittel- oder Gasvorräte, ohne Straßen zu benutzen und Übernachtung nur in einem Zelt.[27][28]
- 2020 – HRP2020. Überquerung der Pyrenäen vom Atlantik zum Mittelmeer, ohne Vorräte, ohne Hilfe und Übernachtung nur im Zelt; Besteigung des Gipfels des Pico Aneto. Die Route folgt einer Variante der Haute randonnée pyrénéenne[29][30][31][32][33][34].
- 2021 – Er wandert und packkrafts den gesamten Kungsleden-Trail ohne Unterstützung und besteigt unterwegs auch die Skierfe und die Nord- und Südgipfel des Kebnekaise.[35][36][37][38][39][40]
- 2023 – GTA2023. Überquerung der französischen Alpen vom Mittelmeer zum Genfer See, ohne Verpflegung, nur mit Wasser aus öffentlichen Quellen, ohne Hilfe und Übernachtung nur im Zelt. Er folgte der GTA oder Grande Traversée des Alpes von Nizza nach Thonon-les-Bains.[41][42][43][44]

### Benefiz- und kulturelle Expeditionen
- 2009 – Chocolate Sherpa Expedition, 400 km zu Fuß von Kathmandu zum Everest-Basislager und zurück nach Lukla, um Schokolade zu verteilen.[45]

### Wissenschaftliche und andere Expeditionen
- 2013 – Cordell Expedition nach Clipperton. Wissenschaftliche und DXpedition mit dem Rufzeichen TX5K.[46][47][48]
- 2013 – Marañón-Fluss-Expedition. 6 Tage lang Teilnahme an der 1-monatigen Rafting- und Kajaktour auf dem oberen Teil des Flusses.
- 2013 – Salar-Trek-Expedition. Er versuchte, den Salar de Coipasa und den Salar de Uyuni zu Fuß und ohne Nachschub zu durchqueren, scheiterte jedoch.[49][50]
- 2016 – Freitragende Teildurchquerung der Simpsonwüste von West nach Ost von Old Andado bis Poeppel Corner und Durchquerung des Zentrums.[51][52]

## Herausforderungen
- 2020 – Die Everest-Bueren-Challenge, bei der er die Treppen der Montagne de Bueren 135 Mal mit einem 15 kg schweren Rucksack hinauf- und hinunterstieg.[53][54]
- 2021 – Confined in my Tent, 1 Woche auf einer 5 m² großen Plattform 10 m über dem Boden leben.[55][56][57]
- 2022 – Freitragender Geschwindigkeitsrekord auf dem Wanderweg GR 70 Stevenson.[58][59]

## Filme
Ab 2021 begann er, Filme über seine Expeditionen und Herausforderungen zu produzieren. Die Filme werden online veröffentlicht oder auf Festivals vorgeführt.
- 2021 – The Mad Belgian: Keep walking[60]
- 2022 – The Mad Belgian: Confined in My Tent[61]

## Auszeichnungen und Anerkennung

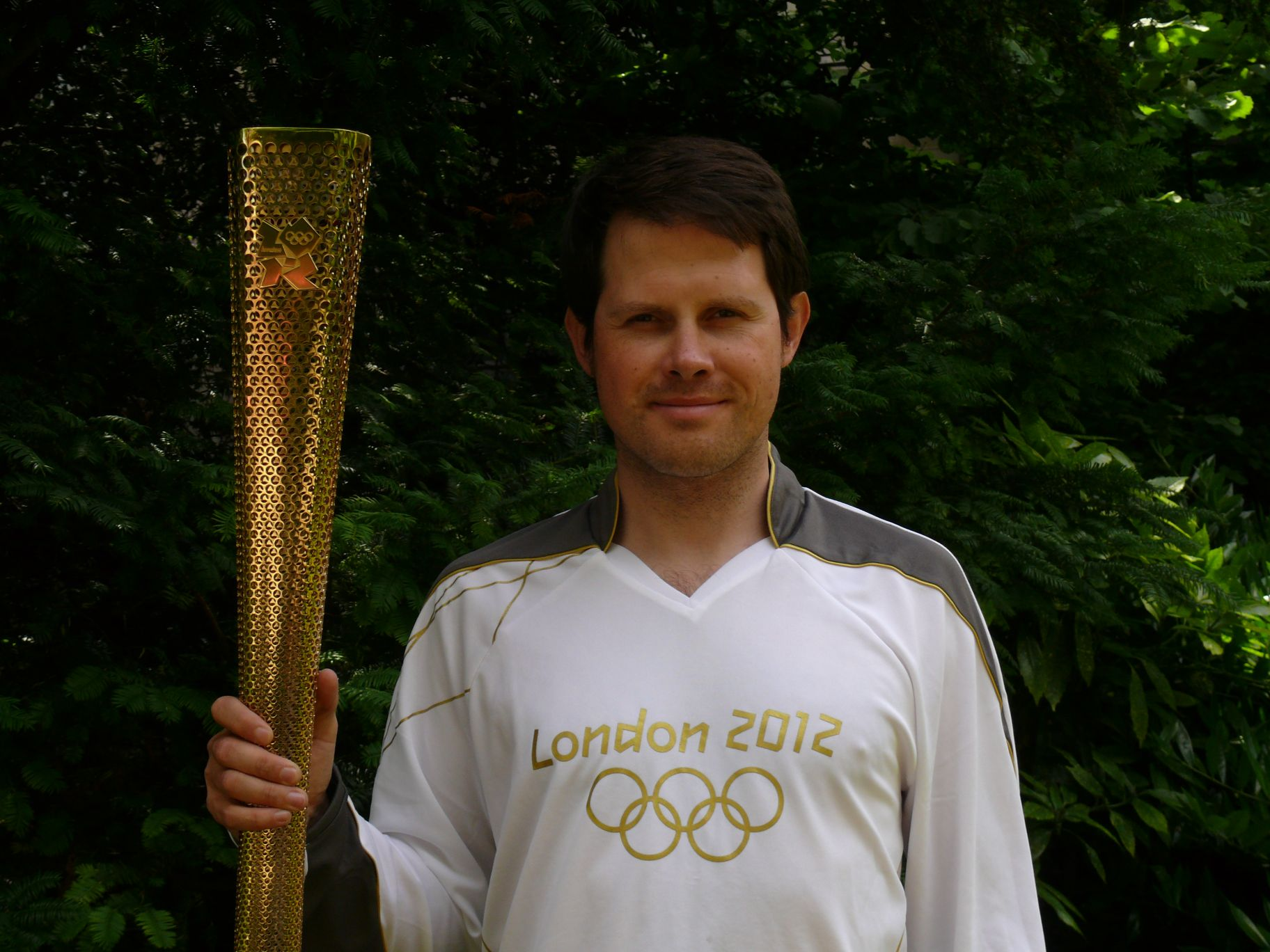
Louis-Philippe Loncke hält die olympische Fackel

- 2009 wurde er mit dem Titel „Junges Talent des Jahres“[62] durch die Baillis von Mouscron ausgezeichnet.
- Outer Edge-Magazin hat in seiner Februar–März 2011 Ausgabe Loncke‘s Simpsonwüste Durchquerung ins Top 10 der australischen extremen Expeditionen (The top 10 Australian expeditions to the edge of reason) klassifiziert.[63]
- 2010 wurde er als Mitglied des The Explorers Club angenommen.[64]
- Im Jahre 2011 wurde er Fellow der Royal Geographical Society.
- Im September 2011 ernannte ihn das Jane-Goodall-Institut Belgien Botschafter für das Roots & Shoots-Programm.[65]
- Loncke wurde vom LOCOG dazu erwählt, am 15. Juni 2012 das olympische Feuer durch Choppington zu tragen.[66]
- Finalist bei den OCEAN Photoshoot Awards 2013, Kategorie Umweltverschmutzung.[67]
- Am 7. Mai 2014 wurde er im Europäischen Parlament in Brüssel von Jane Goodall zum Jane Goodall Institute Knight for Youth, Animals and Plants im Orden des Leguans ernannt.
- Auf der ISPO-Messe in München wird er als Europäischer Abenteurer des Jahres 2016 ausgezeichnet.[68][69][70]
- Im Oktober 2017 wird er zum Ehrenbürger von Mouscron ernannt.[71]
- Platz 3 der Top 10 Expeditionen des Jahres 2018 laut ExplorersWeb[72]